# MS Aegean Paradise
MS Aegean Paradise – statek pasażerski.